# 계율이
계율이(2001년 3월 13일 ~ )는 대한민국의 래퍼다.

## 방송
- 쇼미더머니 10 (2021)

## 음반
- my own planet (2023)
- Basement (2024)
- Main spot (2025)

## 공연
- 그날의 타이밍 시즌 3 (2022)